# Купа на България по футбол 2011/12
Тази страница представя турнира за купата на България по футбол, провеждащ се през сезон 2011/2012. Включени са само срещите от финалната фаза на турнира.

## Предварителна фаза
Право на участие в този етап имат всички желаещи отбори от четирите В АФГ и от ОФГ.
Отборите, класирали се за финалната фаза са:
Отбори от В АФГ:
- Тунджа (Ямбол)

- ФК Раковски (Раковски)

- Локомотив (Горна Оряховица)

- Спартак (Плевен)

- Ботев (Козлодуй)

- Чепинец (Велинград)

Отбори от А Областни футболни групи:
- Сокол (Марково)

- Урвич (Панчарево)

- Пирин (Земен)

## Финална фаза

### Първи кръг
В този кръг участват 9-те победители от Предварителната фаза и 20-те отбора от двете Б футболни групи.
Жребий: 12. октомври 2011, сряда, 11:00 ч, залата на Пресклуб „България“ на Национален стадион „Васил Левски“, София.
Пояснение: Поради малък брой желаещи отбори, ЗС на БФС — Варна излъчва само два представителя в Предварителната фаза на турнира – Черноморец (Балчик) и Добруджански спортист (Стефан Караджа). Преди жребия за Първи кръг и тези два отбора също се отказват от участие в същинската фаза на турнира.
Така в жребия за Първи кръг участват 29 отбора, разпределени в 13 двойки, а три отбора по жребий почиват и се класират директно за 1/16 финалите.
След жребий, директно за 1/16 финалите, се класират:
- Банско (Банско)

- Верея (Стара Загора)

- Сливнишки герой (Сливница)

| Домакин                     | Резултат      | Гост                     |
| --------------------------- | ------------- | ------------------------ |
| Пирин (Земен)               | 0–6           | Любимец 2007 (Любимец)   |
| Урвич (Панчарево)           | 0–5           | Чавдар (Етрополе)        |
| Чавдар (Бяла Слатина)       | 2–3           | Добруджа 1919 (Добрич)   |
| Етър 1924 (Велико Търново)  | 2–1           | Академик (София)         |
| Нефтохимик 1962 (Бургас)    | 8–7 сл. дузпи | Спартак 1918 (Варна)     |
| Локомотив (Горна Оряховица) | 1–3           | Септември (Симитли)      |
| Пирин (Гоце Делчев)         | 2–0 сл. прод. | Доростол 2003 (Силистра) |
| Тунджа 1915 (Ямбол)         | 7–0           | Бдин (Видин)             |
| Сливен 2000 (Сливен)        | 0–1           | Несебър (Несебър)        |
| Спартак 1919 (Плевен)       | 2–0           | ФК Раковски (Раковски)   |
| Ботев (Пловдив)             | 2–1           | Малеш (Микрево)          |
| Спортист 1924 (Своге)       | 3–0 сл. прод. | Черноморец (Поморие)     |
| Чепинец (Велинград)         | 0–1           | Ботев (Козлодуй)         |

### Втори кръг (1/16 финали)
Регламент:
- В този кръг участват 16-те победителя от Първи кръг и 16-те отбора от А футболна група.
- 32-та отбора чрез пълен жребий се разпределят в 16 двойки.
- Домакини в двойките са отборите от по-ниско ниво, а при отбори от едно и също ниво домакинството се определя чрез жребий.
- Победителите в този етап се излъчват в елиминации в една среща. При равенство в редовното време се играят две продължения по 15 минути, а при ново равенство в края на продълженията се изпълняват дузпи.
- 16-те победителя продължават в следващия кръг.

Жребий: 3 ноември 2011, четвъртък, 11:30 ч, зала „Родина“ на Национален стадион „Васил Левски“, София.
| Домакин                    | Резултат      | Гост                        |
| -------------------------- | ------------- | --------------------------- |
| Ботев (Козлодуй)           | 7–8 сл. дузпи | Септември (Симитли)         |
| Чавдар (Етрополе)          | 0–2           | Локомотив 1926 (Пловдив)    |
| Етър 1924 (Велико Търново) | 2–0           | Нефтохимик 1962 (Бургас)    |
| Миньор (Перник)            | 5–3 сл. дузпи | Черно море (Варна)          |
| Берое (Стара Загора)       | 0–1 сл.прод.  | Лудогорец 1945 (Разград)    |
| Банско (Банско)            | 0–1           | Левски (София)              |
| Видима-Раковски (Севлиево) | 4–5 сл. дузпи | Светкавица 1922 (Търговище) |
| Славия 1913 (София)        | 0–1           | ЦСКА (София)                |
| Калиакра (Каварна)         | 4–3 сл. дузпи | Локомотив (София)           |
| Пирин (Гоце Делчев)        | 1–3           | Черноморец Бургас (Бургас)  |
| Ботев (Пловдив)            | 1–0           | Ботев (Враца)               |
| Спортист 1924 (Своге)      | 0–5           | Литекс (Ловеч)              |
| Спартак 1919 (Плевен)      | 4–1           | Любимец 2007 (Любимец)      |
| Добруджа 1919 (Добрич)     | 1–0           | Несебър (Несебър)           |
| Верея (Стара Загора)       | 1–4           | Сливнишки герой (Сливница)  |
| Тунджа 1915 (Ямбол)        | 4–3 сл. дузпи | Монтана 1921 (Монтана)      |

### Трети кръг (1/8 финали)
Регламент:
- В този кръг участват 16-те победителя от Втори кръг.
- 16-те отбора чрез пълен жребий се разпределят в 8 двойки.
- Домакини в двойките са отборите от по-ниско ниво, а при отбори от едно и също ниво домакинството се определя чрез жребий.
- Победителите в този етап се излъчват в елиминации в една среща. При равенство в редовното време се играят две продължения по 15 минути, а при ново равенство в края на продълженията се изпълняват дузпи.
- 8-те победителя продължават в следващия кръг.

Жребий: 25 ноември 2011, петък, 11:30 ч, зала „Родина“ на Национален стадион „Васил Левски“, София.
| Домакин                    | Резултат | Гост                        |
| -------------------------- | -------- | --------------------------- |
| Етър 1924 (Велико Търново) | 0–3      | Левски (София)              |
| Добруджа 1919 (Добрич)     | 0–4      | Локомотив 1926 (Пловдив)    |
| Тунджа 1915 (Ямбол)        | 0–3      | Миньор (Перник)             |
| Септември (Симитли)        | 3–0      | Сливнишки герой (Сливница)  |
| Лудогорец 1945 (Разград)   | 5–1      | Светкавица 1922 (Търговище) |
| Спартак 1919 (Плевен)      | 0–3      | ЦСКА (София)                |
| Литекс (Ловеч)             | 5–0      | Калиакра (Каварна)          |
| Ботев (Пловдив)            | 2–1      | Черноморец Бургас (Бургас)  |

### Четвърти кръг (1/4 финали)
Регламент:
- В този кръг участват 8-те победителя от Трети кръг.
- 8-те отбора чрез пълен жребий се разпределят в 4 двойки.
- Домакини в двойките са отборите от по-ниско ниво, а при отбори от едно и също ниво домакинството се определя чрез жребий.
- Победителите в този етап се излъчват в елиминации в една среща. При равенство в редовното време се играят две продължения по 15 минути, а при ново равенство в края на продълженията се изпълняват дузпи.
- 4-те победителя продължават в следващия кръг.

Жребий: 5 декември 2011, понеделник, 11:00 ч, зала „Родина“ на Национален стадион „Васил Левски“, София.
| Домакин                  | Резултат      | Гост                     |
| ------------------------ | ------------- | ------------------------ |
| Ботев (Пловдив)          | 0–3           | Лудогорец 1945 (Разград) |
| Литекс (Ловеч)           | 2–0           | Миньор (Перник)          |
| Локомотив 1926 (Пловдив) | 2–1 сл. прод. | Левски (София)           |
| Септември (Симитли)      | 2–1           | ЦСКА (София)             |

### Пети кръг (1/2 финали)
Регламент:
- В този кръг участват 4-те победителя от Трети кръг.
- 4-те отбора чрез пълен жребий се разпределят в 2 двойки.
- Домакини в двойките са отборите от по-ниско ниво, а при отбори от едно и също ниво домакинството се определя чрез жребий.
- Победителите в този етап се излъчват в елиминации в една среща. При равенство в редовното време се играят две продължения по 15 минути, а при ново равенство в края на продълженията се изпълняват дузпи.
- 2-те победителя продължават в следващия кръг.

Жребий: 16 март 2012, петък, 11:00 ч, зала „Родина“ на Национален стадион „Васил Левски“, София.
| Домакин             | Резултат | Гост                     |
| ------------------- | -------- | ------------------------ |
| Септември (Симитли) | 1-4      | Лудогорец 1945 (Разград) |
| Литекс (Ловеч)      | 0-1      | Локомотив 1926 (Пловдив) |

### Шести кръг (финал)
| Гост                     | Резултат | Гост                     |
| ------------------------ | -------- | ------------------------ |
| Локомотив 1926 (Пловдив) | 1-2      | Лудогорец 1945 (Разград) |